# Elena Mendoza
Pour les articles homonymes, voir Mendoza.
Elena Mendoza López (Séville, 1973) est une compositrice espagnole, spécialisée en musique de chambre instrumentale et théâtre musical. Elle est la première compositrice qui obtient le Prix national de musique.

## Biographie
Elena Mendoza étudie à Séville, sa ville natale, la philologie allemande et, ensuite, le piano et la composition au Conservatoire supérieur d'Aragon à Saragosse avec Teresa Catalan.
Une fois ses études terminées, elle quitte l'Espagne et se rend d'abord à Augsbourg où elle étudie la composition avec John Van Buren. Puis elle complète sa formation à Düsseldorf à la Robert-Schumann Hochschule avec Manfred Trojahn et à Berlin à la Hochschule für Musik Hanns Eisler avec Hanspeter Kyburz. Elle obtient diverses bourses, entre autres, pour l'Ensemble Modern Akademie à Francfort-sur-le-Main et pour l'Akademie Schloß Solitude.
Elle est professeure de composition au Conservatoire de Saragosse puis obtient la chaire de composition et musique expérimentale, à l'Universität der Künste de Berlin.
Consacrée à la composition, son œuvre se centre particulièremement dans la musique de chambre et pour la scène. L'artiste a notamment un intérêt pour le théâtre musical et la musicalisation du langage. Elle compose pour des formations comme le Klangforum Wien, le Vogler-Quartett, l'Ensemble Modern, l'Ensemble Emex, l'Ensemble Atelier Sonore, la Deutsche Oper am Rhein, l'Opéra de Nürnberg, l'Orchestre Philharmonique de Fribourg et autres. Elle participe à des festivals tels les Wittener Tage für neue Musik, Ars Musica Bruxelles, Darmstadter Ferienkurse, les Journées de Musique Contemporaine de Dresde et le Festival de Musique Contemporaine de Camagüey (Cuba).

## Œuvres (sélection)
Tout au long de son parcours, elle compose des œuvres musicales tant pour l'opéra que pour la musique de chambre et l'orchestre, marquées par une caractéristique d'emphasie dans l'aspect scénique.
- Niebla (Brouillard) (2009), basée sur le roman homonyme de Miguel de Unamuno, dont la dimension scénique est si étroitement unie à la composition que la partition est signée conjointement par la compositrice et le directeur de scène Matthias Rebstock.
- Fragmentos de teatro imaginario (Fragments de théâtre imaginaire) (première partie) 2009[5]
- La ciudad de las mentiras (La ville des mensonges) (2016) basée sur quatre récits de Juan Carlos Onetti créée au Théâtre Royal de Madrid[6],[7].
- Der Fall Babel, par commande du Festival de Schwetzingen (l'Allemagne), créé en avril 2019[8]
- Autres œuvres: consulter Centre de Documentation Musicale de l'Andalousie[9].

## Prix et reconnaissances
Entre ses reconnaissances, sa résidence artistique en la Akademie Schloß Solitude (Stuttgart, 2008) est soulignée.
- Prix national de musique attribué par le Ministère espagnol de la Culture, dans la modalité Composition en 2010[1], pour sa contribution à la création musicale espagnole, son apport à la promotion et l'internationalisation de la musique contemporaine espagnole et par ses créations en 2009 d’œuvres comme des Fragments de théâtre imaginaire (première partie) et Brouillard. Elle est la première femme compositrice à recevoir ce prix[10].
- Prix de la musique de Salzbourg (de) (2011) Prix International de Composition du Land de Salzbourg[11].
- Kunstpreis Berlin (2017)), attribué par l'Académie des arts de Berlin et le Sénat, dans la catégorie de musique[12],[13].
- Médaille de l'Andalousie, accordée en 2017[14].
- Heidelberger Künstlerinnenpreis (2019), un des prix culturels les plus importants du pays et unique prix de niveau mondial s'attribuant exclusivement à des compositrices[15].